# Geopark Turold
Geopark Turold je venkovní expozice významných hornin České republiky, resp. geopark, umístěná v opuštěném vápencovém lomu u Mikulova v okrese Břeclav v Jihomoravském kraji na území Chráněné krajinné oblasti Pálava (tzv. Zadní lom). Nacházejí se zde ukázky 17 druhů hornin z různých míst České republiky, které představují typické zástupce geologické historie na území státu.

## Expozice hornin

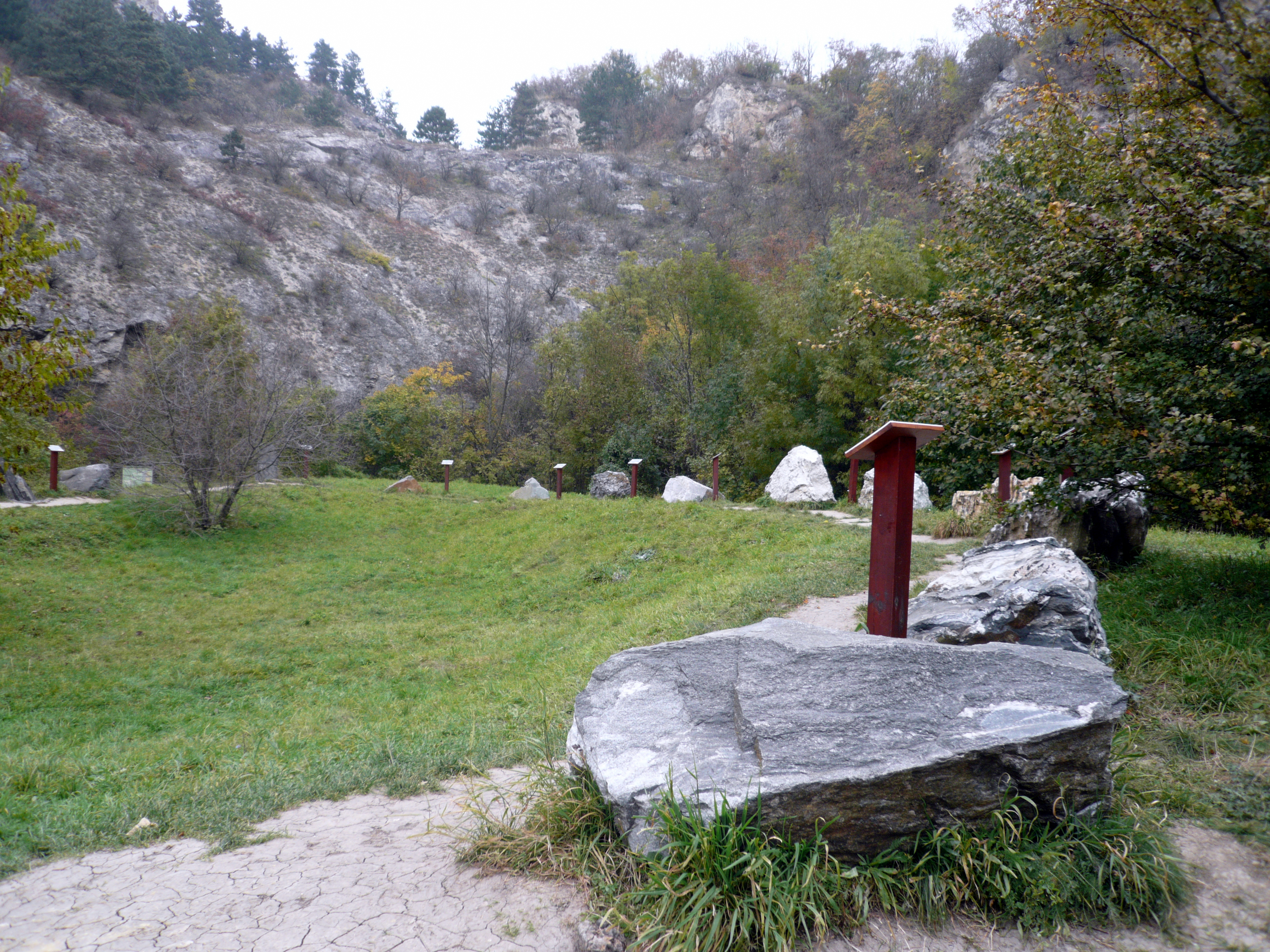
Celkový pohled na expozici

Venkovní expozice hornin byla vytvořena v roce 2006 z iniciativy členů mikulovské Základní organizace ČSOP 56/15 – Centra ekologické výchovy Pálava –  jako pomůcka pro terénní ekologickou výuku.
Zadní lom s expozicí hornin, dovezených z různách míst ČR, se nachází na území přírodní rezervace Turold. Geologická expozice je součástí Naučné stezky Turold, vedoucí od Mikulova k jeskyni Na Turoldu.
Jako první jsou umístěny vyvřelé horniny, následují horniny usazené a nakonec horniny přeměněné. Bloky hornin jsou uspořádány do tvaru uzavřené podkovy a každý z bloků má na povrchu obroušenou plochu pro znázornění vzhledu po opracování. Všechny exponáty jsou doplněny tabulkami s popisem jednotlivých hornin.
Správa jeskyní České republiky a Centrum ekologické výchovy Pálava pořádají v areálu na Turoldu v prostoru jeskyně a geoparku geologické a přírodovědné přednášky a výukové hodiny.

## Galerie

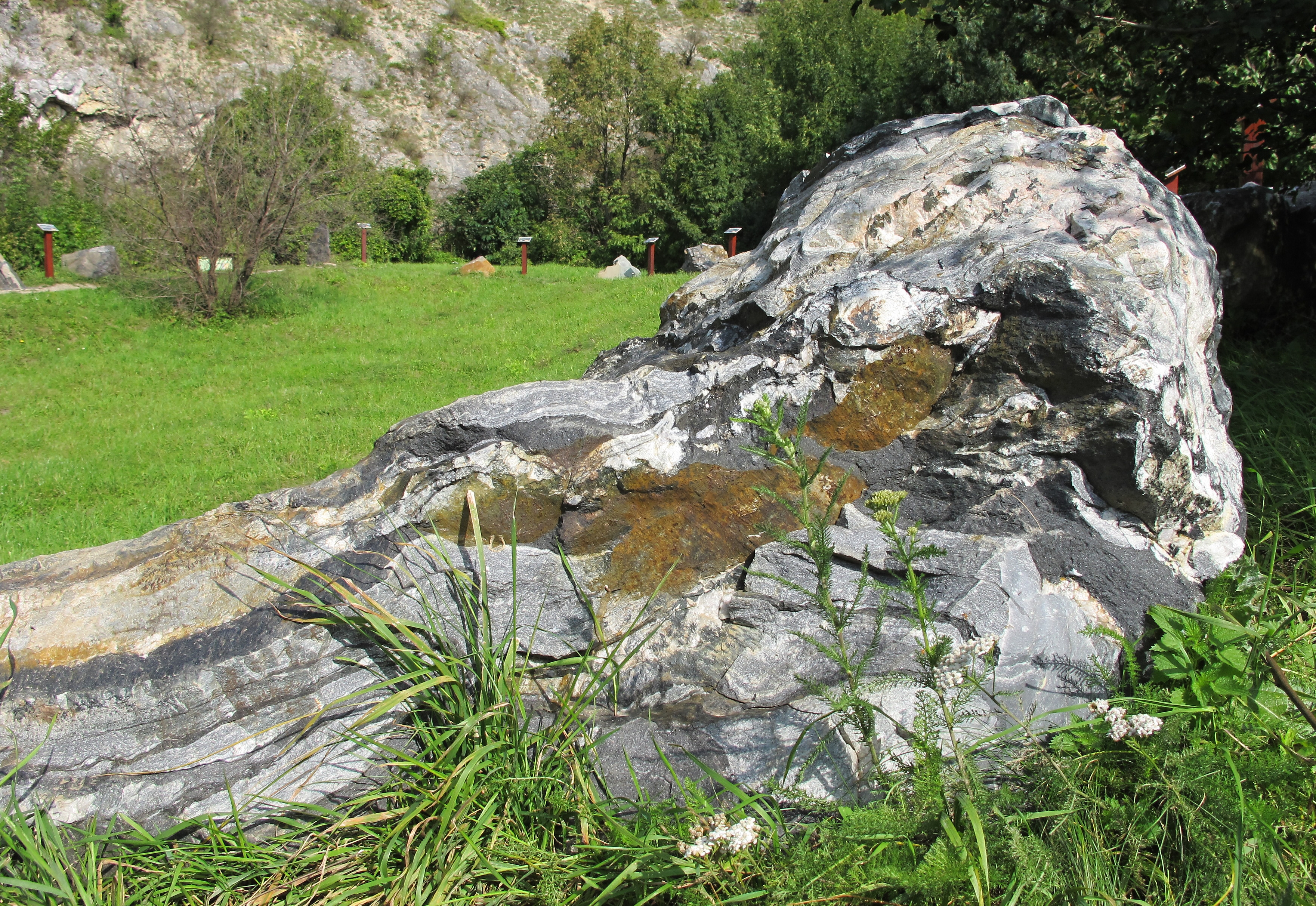
Vzorek ruly z Předklášteří u Tišnova
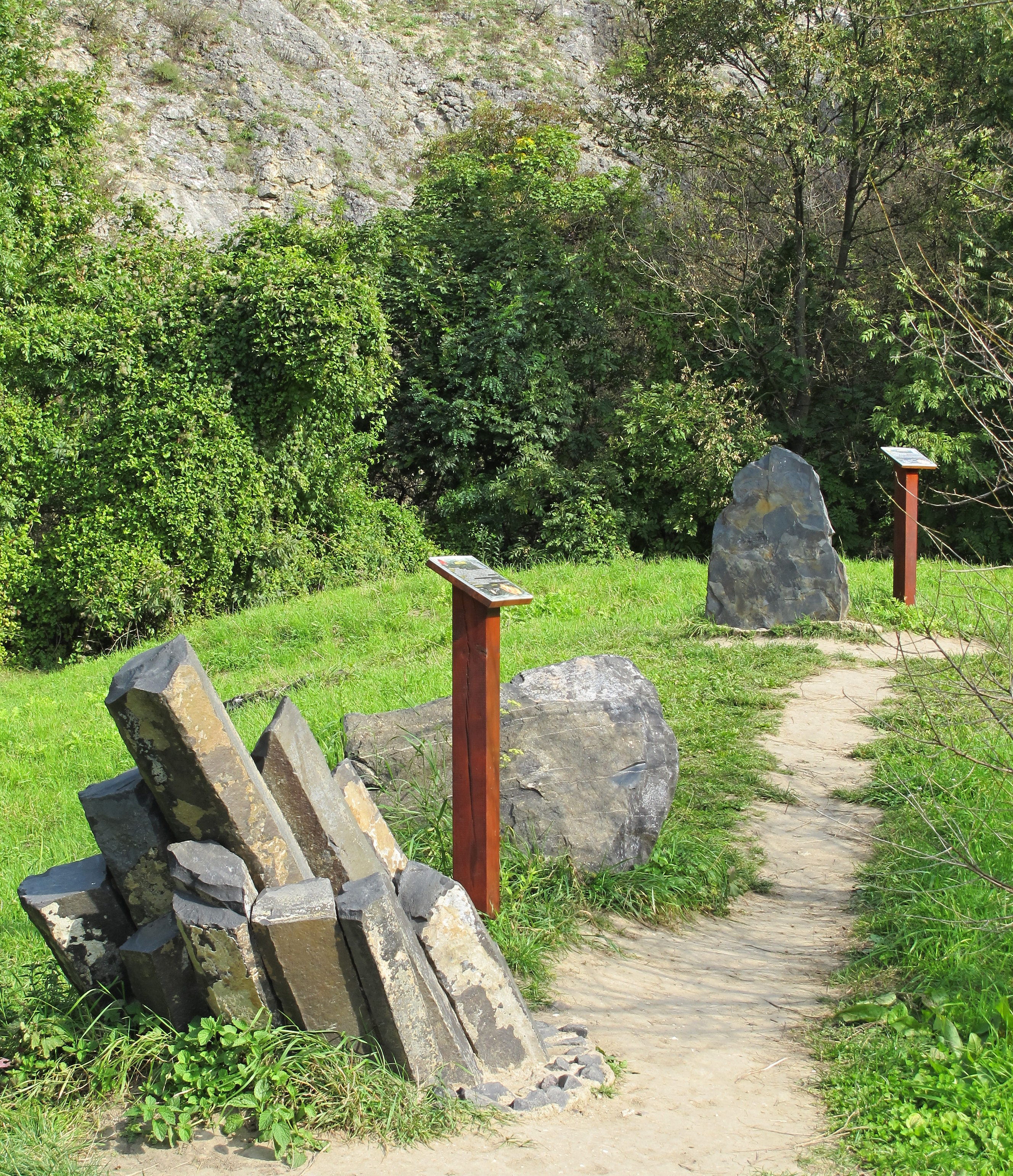
Ukázky z různých míst ČR
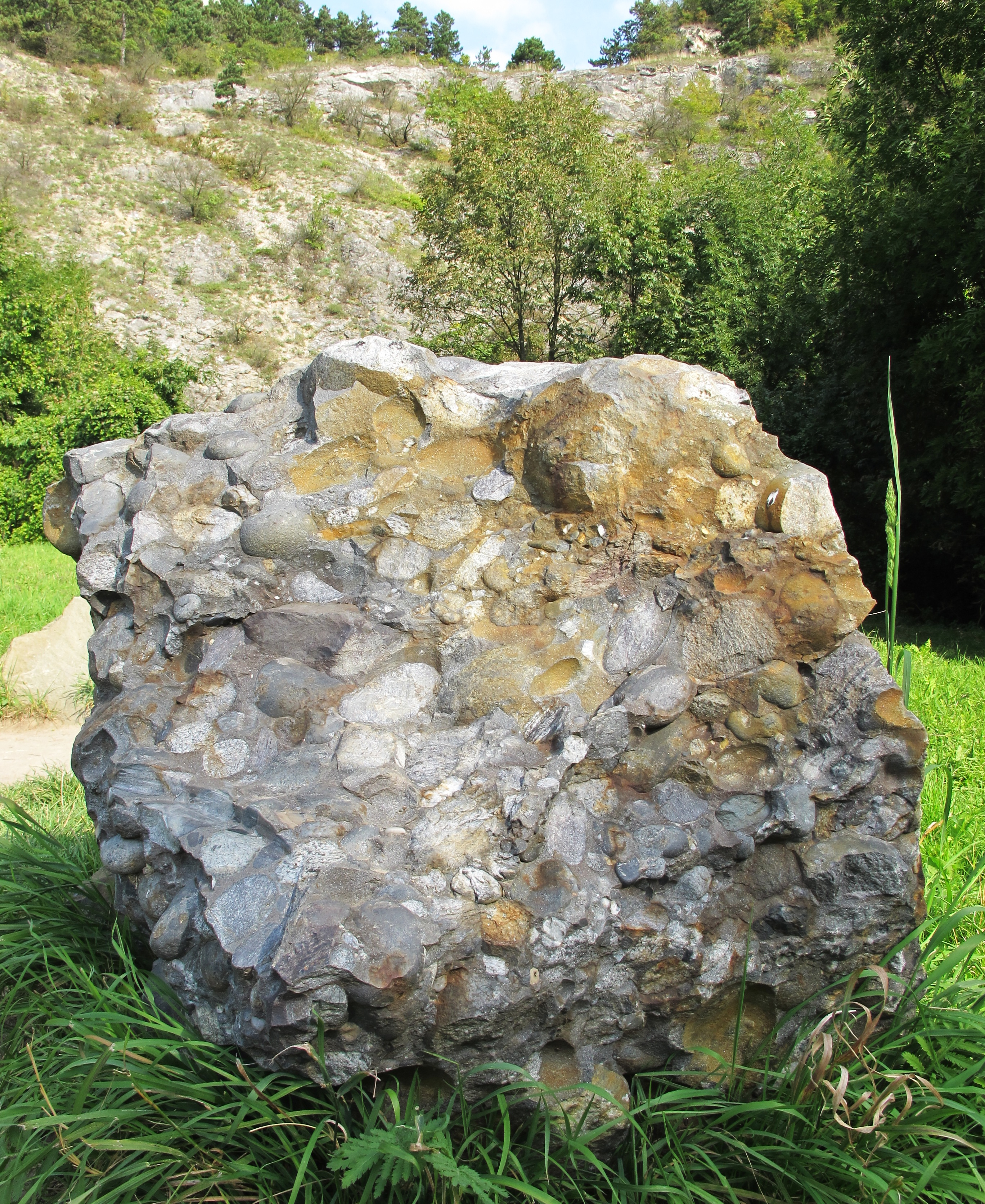
Slepenec z lokality Luleč u Vyškova
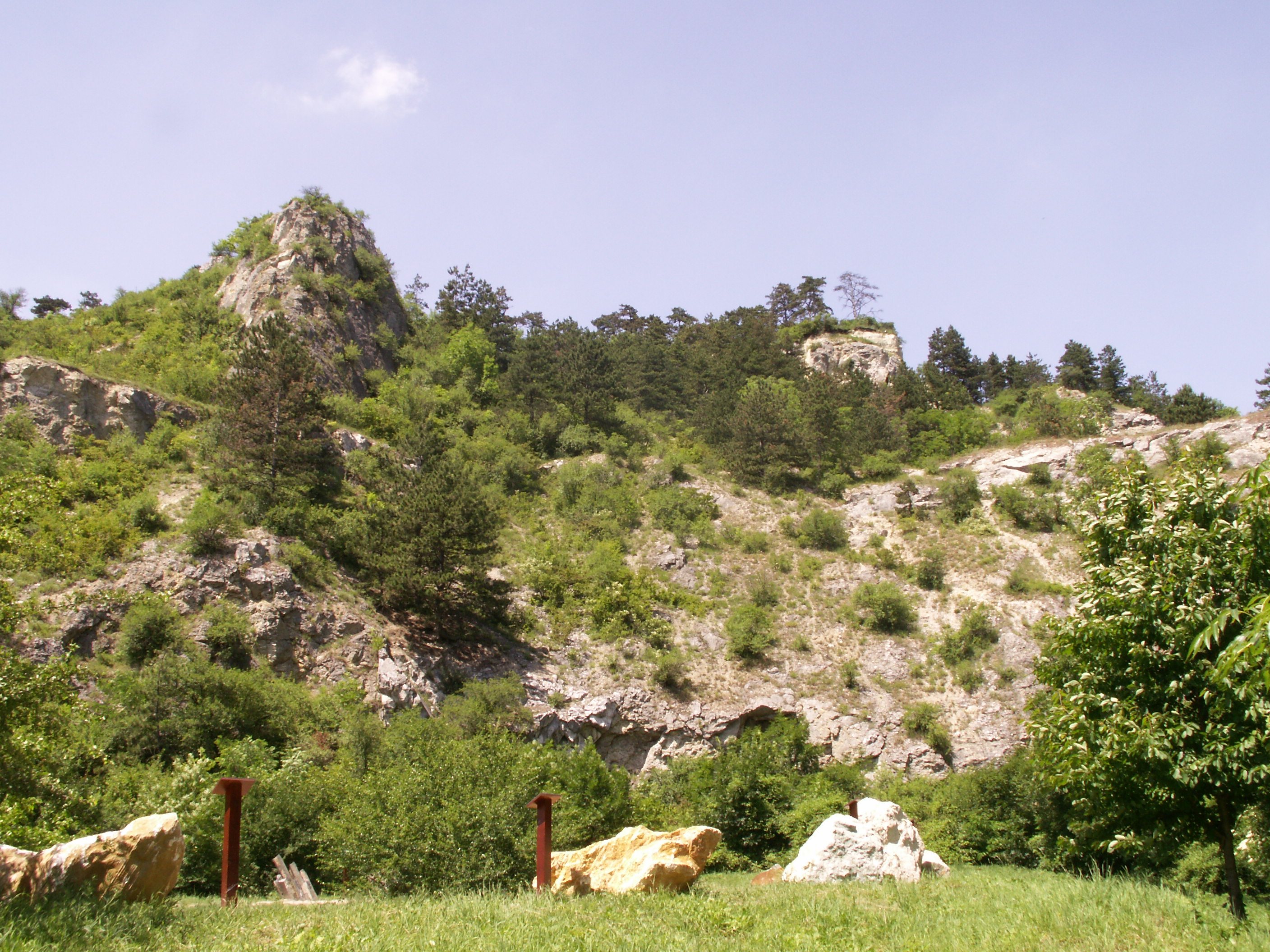
Lom Na Turoldu